# 戸成義則
戸成 義則（となり よしのり、1941年（昭和16年）4月15日 - 2025年（令和7年）1月30日）は、日本の元政治家。元・府中市議会議員、元・府中市議会議長、第8代広島県府中市長（1期）。位階は従五位。旭日小綬章受章。

## 経歴

### 市長就任以前
広島県御調郡宇津戸村（現・世羅郡世羅町）出身。広島県立御調高等学校卒業。1962年（昭和37年）11月1日、府中市役所に入庁する。1997年（平成9年）12月1日、府中市役所を退職。1998年（平成10年）5月16日、府中市議会議員に当選し就任。2006年（平成18年）5月16日から2008年（平成20年）5月15日まで府中市議会議長を務めた。当時の伊藤吉和市長を支える議員らで構成する市長与党「平成クラブ」（創生会の前身）に所属し議長も務めた（2006年5月 - 2008年5月）。

### 市長へ立候補
2014年（平成26年）3月末、府中市長選立候補者が伊藤吉和現市長1人のみという無風の無投票再選の観測が強まっていた為、「無投票再選はいけない」と「平成クラブ」から反旗を挙げて立候補を表明。前年の12月議会で可決された市長・副市長・教育長の給料引き戻しを撤回し市長給料を半額にする、などを公約に掲げ、4月20日に投開票が行われた市長選に出馬。結果は、自由民主党の推薦を受けた現職の伊藤を1,936票差で破り初当選を果たした（戸成：12,789票、伊藤：10,853票）。投票率は70.23％だった。伊藤は3期12年の数々の実績を強調したが、直前に発表した市長・副市長・教育長の給与基準を県内他自治体の水準に引き戻す条例案が府中市民の反感を買い集票できなかった。2014年5月2日、第8代府中市長に就任。

### 市長就任後
自らの給料を半額にして捻出した費用をもとに、第1子、第2子誕生で3万円、第3子からは10万円を補助する出産応援金制度を新設したが、その他には目立った施策はなく、伊藤市長時代に計画された事業の継承に留まった。また副市長の任命に関してはトラブルが続き、長く空席となった件について市議会にて問責決議案が可決される一方で、市議会議員の定数を2減らして（20から18議席）副市長を置かない条例制定議案を提案した議案については全会一致で否決されるなど、議会との軋轢と行政の停滞が目立った。2018年の任期満了に伴う市長選については、77歳になった戸成は当初進退を明らかにしていなかったが、市長選候補者が「平成クラブ」（創生会の前身）の小野申人1人しか現れなかった為に「無投票はよくない」として出馬することとなった。2018年4月22日に行われた市長選では、戸成市政を「市総合計画の点検・実行がされていない。産学官の連携も十分とは言えず、副市長の不在も問題だ」として立候補していた小野申人が当選した。2018年5月1日、市長の任期を終え戸成義則は政界を引退した。
2025年1月30日、急性肺炎のため府中市の病院で死去、83歳。死没日付をもって従五位、旭日小綬章が追贈された。

## 市長選挙
- 2014年4月 初当選
告示日：2014年4月13日 / 投票日：2014年4月20日

※当日有権者数：34,768人 最終投票率：70.23%（前回比：pts）
| 候補者名  | 年齢 | 所属党派 | 新旧別 | 得票数   | 得票率 | 推薦・支持 |
| --------- | ---- | -------- | ------ | -------- | ------ | ---------- |
| 戸成 義則 | 73   | 無所属   | 新     | 12,789票 | %      |            |
| 伊藤 吉和 | 55   | 無所属   | 現     | 10,853票 | %      | 自民党推薦 |

- 2018年4月 落選
告示日：2018年4月15日 / 投票日：2018年4月22日

※当日有権者数：33,847人 最終投票率：49.08%（前回比：－21.15pts）
| 候補者名  | 年齢 | 所属党派 | 新旧別 | 得票数  | 得票率 | 推薦・支持             |
| --------- | ---- | -------- | ------ | ------- | ------ | ---------------------- |
| 小野 申人 | 61   | 無所属   | 新     | 8,347票 | 50.66% | {{{当選者推薦・支持}}} |
| 戸成 義則 | 77   | 無所属   | 現     | 8,131票 | 49.34% |                        |